# Elvis' Golden Records Volume 3
|  | Den här artikeln är nominerad till att bli en utmärkt eller bra artikel. Vad tycker du? Gör din röst hörd! |

Elvis' Golden Records Volume 3 är ett samlingsalbum och det artonde albumet totalt av den amerikanske sångaren och musikern Elvis Presley. Det gavs ut av RCA Victor i såväl mono som stereo (LSP/LPM 2765) den 12 augusti 1963. Det är det tredje av fem Elvis' Golden Records- eller Elvis' Gold Records-album utgivna på RCA Victor, av vilka de fyra första utgavs under Elvis Presleys livstid. 
Albumet består av hans hitsinglar inspelade och utgivna åren 1960 till 1962. På albumet återfinns "Stuck on You", "It's Now or Never", "Are You Lonesome Tonight?", "Surrender" och "Good Luck Charm", vilka alla var listettor på den amerikanska singellistan. Därutöver ingår bland annat "I Feel So Bad", "(Marie's the Name) His Latest Flame", "Little Sister" och "She's Not You", som alla nådde topp fem på samma lista.
I USA nådde albumet plats 3 på Billboards albumlista, medan det på konkurrerande Cashbox lista nådde plats 4. I Storbritannien placerade sig albumet som bäst på 6:e plats på UK Albums Chart. Det certifierades guld i november 1966 och platina i mars 1992 av Recording Industry Association of America (RIAA) för en försäljning av en miljon exemplar i USA.

## Bakgrund
I början av 1960-talet blev det tydligt att Elvis Presleys soundtrackalbum från hans filmer sålde betydligt bättre än hans studioalbum – ibland dubbelt, tre eller till och med fyra gånger så mycket. Detta berodde inte enbart på att filmerna bidrog till ökad försäljning av soundtrackalbumen. Elvis skivutgivning sköttes på ett annat sätt än för de flesta andra artister. I normalfallet spelade dessa andra artister in ett album under en eller två på varandra följande inspelningssessioner och när de sedan gav ut detta album innehöll det också de hitsinglar som sessionerna gett upphov till. I Elvis fall kom de låtar som ansågs vara kommersiellt bäst lämpade för singelutgivning att ges ut på singel samtidigt som de därmed också exkluderades från studioalbumen. Studioalbumen fick därigenom ingen kommersiell hjälp på samma sätt som soundtrackalbumen fick av filmerna, eller andra artisters album fick av hitsinglar som spelades på radiokanalerna. Närapå vilken annan artist som helst hade låtit hitlåtar som "Stuck On You", "It's Now Or Never" och "Are You Lonesome Tonight?" fungera som dragplåster och ge namn åt sina album – men inte Elvis.

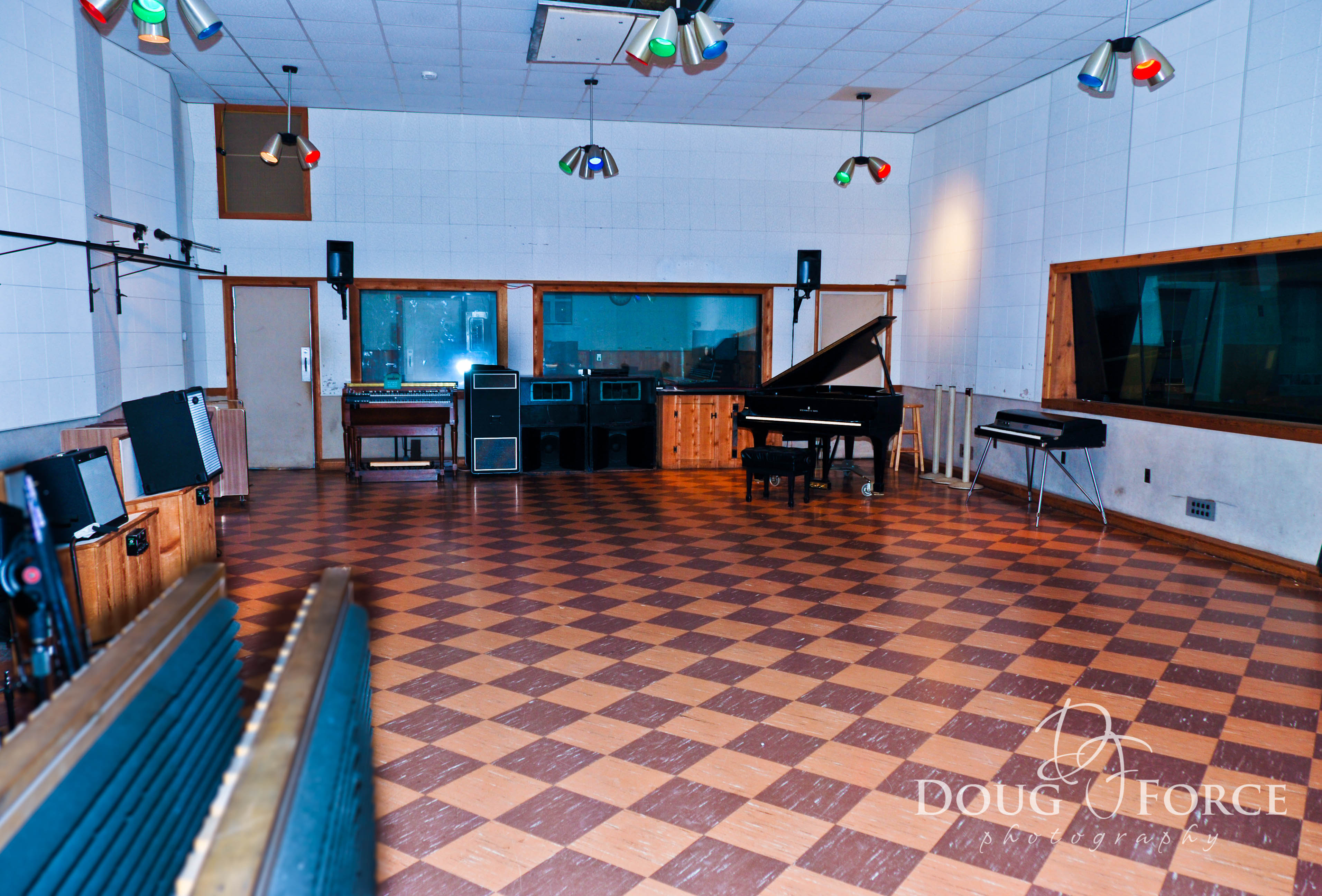
RCA Studio B i Nashville, där alla 12 låtar på Elvis' Golden Records Volume 3 spelades in.

I stället kom de låtar som varit framgångsrikast på singel- och försäljningslistorna i efterhand att ges ut på samlingsalbum i serien Elvis' Gold Records eller Elvis' Golden Records. Albumet Elvis' Golden Records Volume 3 samlade ett antal av de hitlåtar som utkommit under 1960–1962 – efter utgivningen av Volym 1 och Volym 2 i Golden Records-serien. 

## Studioinspelningarna

### Elvis' Golden Records Volume 3
Elvis' Golden Records Volume 3 är ett samlingsalbum som består av tolv låtar som hade givits ut på singlar under åren 1960, 1961 och 1962. Fem av dessa låtar hade hamnat på första plats på singellistan i USA, och sammantaget hade nio av de tolv låtarna nått topp 5.

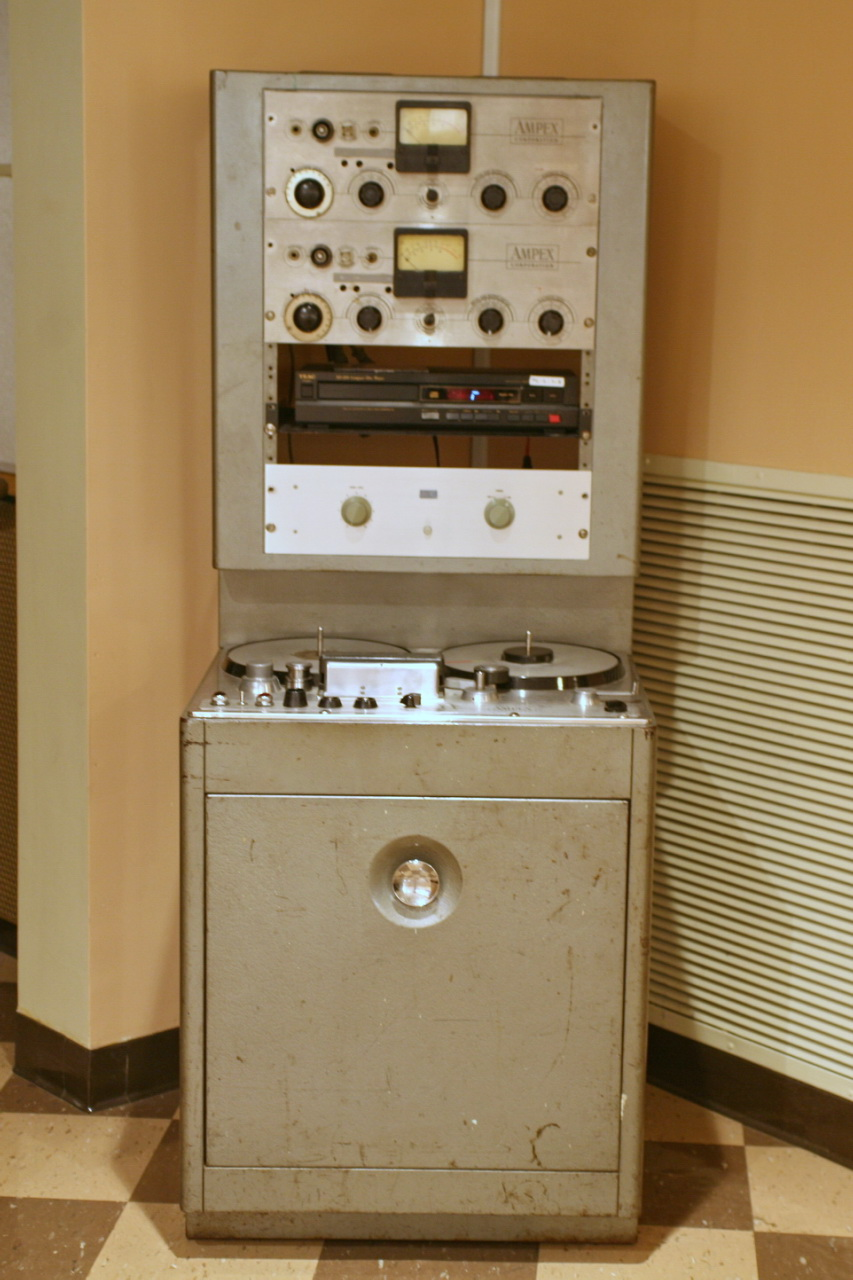
Ampex 300 i RCA:s studio B i Nashville – det trekanalsinspelningssystem som studion hade uppgraderats med när Elvis Presley återvände dit för sin första inspelning efter hemkomsten (här med en kanal bortplockad).

Albumet utgavs den 12 augusti 1963. Detta var Elvis Presleys tredje samlingsalbum i serien med guldsäljande låtar, och jämfört med volym 2, som utkom i november 1959 under namnet Elvis' Gold Records, Vol. 2, kom det att sälja ungefär lika mycket – så småningom drygt en miljon. Albumet bestod av 12 låtar jämfört med 14 på det första och 10 på det andra. Framgångsrika singelutgåvor från filmerna som "Can't Help Falling in Love" och "Return to Sender", vilka båda var listtvåor i USA och toppade den brittiska singellistan, gavs dock ut på soundtrackalbumen Blue Hawaii respektive Girls! Girls! Girls! och togs inte med på Elvis' Golden Records Volume 3.
De tolv låtarna på skivan hade spelats in vid sju tillfällen. Vid alla dessa tillfällen skedde inspelningarna i RCA:s studio B i Nashville i Elvis Presleys hemdelstat Tennessee. Låtarna gavs ut på följande åtta singelskivor, med utgivningsdatum inom parentes:
- "Stuck on You" / "Fame and Fortune" (23 mars 1960)[1][2]
- "It's Now or Never" (tillsammans med "A Mess of Blues") (5 juli 1960)[3][4]
- "Are You Lonesome Tonight?" / "I Gotta Know" (1 November 1960)[5][6]
- "Surrender" (tillsammans med "Lonely Man") (7 februari 1961)[29][7]
- "I Feel So Bad" (tillsammans med "Wild in the Country") (2 maj 1961)[30][7]
- "(Marie's the Name) His Latest Flame" / "Little Sister" (8 augusti 1961)[8][9]
- "Good Luck Charm" / "Anything That's Part of You" (27 februari 1962)[10][31]
- "She's Not You" (tillsammans med "Just Tell Her Jim Said Hello") (17 juli 1962)[11][32]

B-sidorna "A Mess of Blues", "Lonely Man" och "Just Tell Her Jim Said Hello" kom senare att tas med på samlingsalbumet Elvis' Gold Records Volume 4.

### Inspelningssessionerna och musikerna
Den 3 mars 1960 återkom Elvis Presley från Västtyskland till USA efter sin tvååriga militära tjänstgöringsperiod och bortovaro från musikscenen. Två dagar senare skrevs han ut från det militära i Fort Dix i New Jersey och tog sig hem till Graceland i Memphis. och reste inom två veckor vidare till Nashville för sin första inspelningssession på nästan två år. Inspelningsutrustningen i RCA:s studio B hade sedan Elvis spelade in där senast uppgraderats till ett trekanalssystem, vilket inte bara gav möjlighet att spela in i stereo utan också att bättre kunna mixa materialet. Hans gamla kompgrupp bestående av gitarristen Scotty Moore, och trummisen D. J. Fontana följde med honom, medan basisten Bill Black saknades. Han hade vid denna tid skaffat sig en framgångsrik solokarriär med gruppen Bill Black's Combo och skulle aldrig mer komma att spela med Elvis. I övrigt hade samma studiomusiker som medverkade på Elvis senaste studioinspelning i juni 1958 anlitats. På gitarr hade man Hank Garland, på bas Bob Moore, på trummor Buddy Harman och på piano Floyd Cramer. Gitarristen Chet Atkins verkade denna gång som producent tillsammans med Steve Sholes. The Jordanaires stod för bakgrundssången.

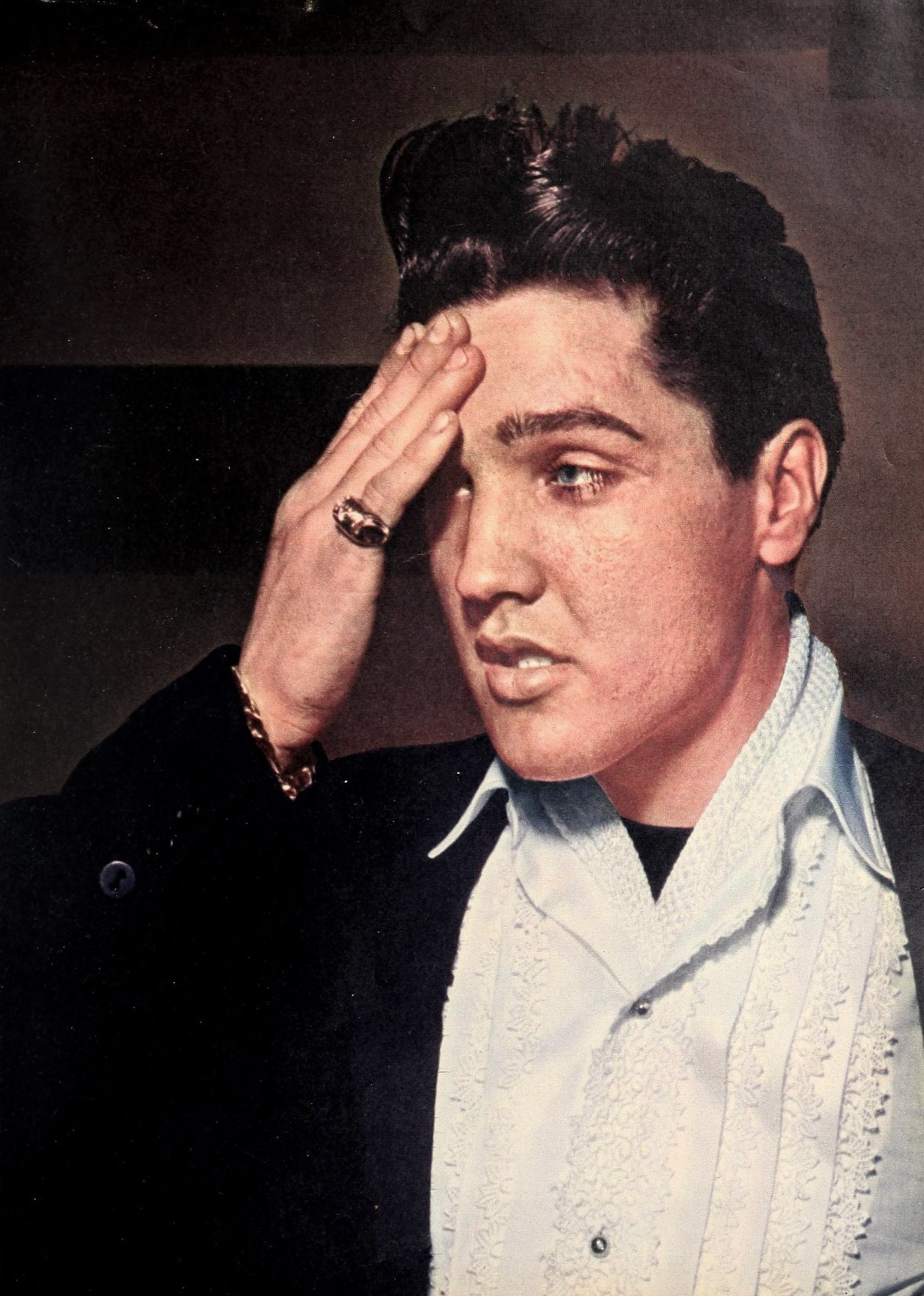
Elvis Presley på sitt hotellrum i Miami den 22 mars 1960 inför sitt kommande framträdande på Frank Sinatras Timex Show den 26 mars.

Inspelningen skedde i yttersta hemlighet för att undvika all uppståndelse och för att Elvis skulle få litet lugn och ro. Inte ens studiomusikerna visste att de skulle spela in med Elvis, utan trodde att inspelningen skulle ske med Jim Reeves. Elvis spelade in sex låtar denna natt den 20–21 mars 1960, där "Stuck on You" blev det säkra valet för den brådskande nya singeln, och man lät ge ut den tillsammans med "Fame and Fortune". Inom bara två dygn efter sessionens slut påbörjades leveransen av den nytryckta singeln. Eftersom man inte var säker på vilka låtar som singeln skulle bestå av men hade bråttom med att ge ut den, hade man tryckt skivomslagen i förväg med endast två bilder på Elvis tagna före militärtjänstgöringen och en hyllningstext som löd: "Elvis' 1st new recordings for his 50,000,000 fans all over the world" ("Elvis första nya inspelningar till sina 50 000 000 fans världen över"). För att bland annat lansera singeln var Elvis inbokad på The Frank Sinatra Timex Show den 26 mars, och han tog därför tåget direkt från Nashville till Miami i Florida inför sitt gästspel. I programmet framförde han sina båda nyinspelade låtar "Stuck on You" och "Fame and Fortune" och sjöng även en duett med Frank Sinatra. Programmet, som har blivit känt som Welcome Home Elvis, sändes den 12 maj. Då toppade "Stuck on You" redan singellistan. Detta blev Elvis sista tv-framträdande före 68 Comeback Special åtta år senare.
Den 3 april, två veckor efter sin första brådskande inspelning, spelade Elvis på nytt in i Nashville för att slutföra det som inte hanns med vid förra tillfället. Samma musiker som var med på förra sessionen var också med denna gång, och därutöver hade saxofonisten Boots Randolph anslutit. Under ett tolvtimmarspass från klockan 19:30 den 3 april till 07.00 den 4 april 1960 spelade Elvis och bandet in 12 låtar av vilka 9 plockades ut för att tillsammans med de 3 kvarvarande från den förra sessionen bilda återkomstalbumet Elvis Is Back!. De återstående tre låtarna, "It's Now or Never", "I Gotta Know" och "Are You Lonesome Tonight" sparades (i likhet med "A Mess of Blues" från föregående session) för att ges ut på singel och kom inte att ingå i studioalbumet.
I slutet av oktober 1960, i uppehållet mellan inspelningen av filmerna Flaming Star och Wild in the Country, spelade Elvis in sitt första gospelalbum, His Hand in Mine – även denna gång i RCA:s studio B i Nashville. Sessionen ägde rum den 30–31 oktober från klockan 18.30 till 08.00 på morgonen, och återigen med samma uppsättning musiker som vid det förra inspelningstillfället i Nashville. Dessutom hade Millie Kirkham anslutit och verkade som den kvinnliga bakgrundssångaren vid sidan av The Jordanaires. Eftersom man hade slut på låtar ämnade för singelutgivning, kom Elvis vid detta tillfälle att spela in sin nästa singel, "Surrender".
"I Feel So Bad" spelades in under en elvatimmarssession den 12–13 mars 1961 i Nashville, då i övrigt alla låtar utom en spelades in till studioalbumet Something for Everybody. Det var samma uppsättning av studiomusiker som under den föregående Nashvillesessionen.
"His Latest Flame" och "Little Sister" spelades in under en session den 25–26 juni 1961 i Nashville, samtidigt som tre av låtarna till studioalbumet Pot Luck också spelades in. Även denna gång var musikerna desamma.
Den 15 oktober 1961 återvände Elvis till RCA:s studio B i Nashville för ännu en session som inte var avsedd för ett film-soundtrack. Inspelningarna inleddes klockan 18.00 och höll på fram till klockan 04.00 nästa morgon. Eftersom gitarristen Hank Garland hade ådragit sig en hjärnskada i samband med en allvarlig bilolycka i september och aldrig skulle återgå till att arbeta som studiomusiker, ersattes han denna gång av Jerry Kennedy på gitarr. I övrigt var det samma uppsättning musiker. Återigen låg fokus på att producera en ny singel, vilken denna gång kom att bli "Good Luck Charm" med "Anything That's Part of You" som B-sida. Två av de övriga tre låtarna som spelades in utkom på samlingsalbumet Elvis for Everyone! 1965 och den tredje på albumet Pot Luck.

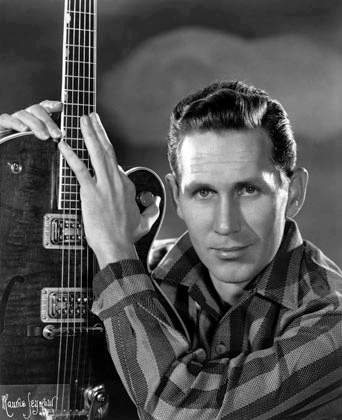
Gitarristen och producenten Chet Atkins.

Den sista av de sju berörda inspelningssessionerna ägde likaså rum i RCA:s studio B i Nashville, den 18–20 mars 1962, under den session där resterande låtar till albumet Pot Luck spelades in. Samtidigt spelade man in "She's Not You", som blev A-sidan på Elvis kommande singel. På det stora hela var det samma musiker som Elvis hade arbetat med under de senaste två åren. Bill Porter var ljudtekniker, och formellt var Chet Atkins och Steve Sholes ansvariga producenter. I praktiken var det dock som vanligt Elvis som bestämde. Jerry Kennedy hade tillfälligt ersatt Hank Garland på gitarr under "Good Luck Charm"-sessionen, men eftersom Garland efter bilolyckan inte skulle återvända, behövdes en mer permanent åtgärd. Lösningen blev att två av Nashvilles mest berömda gitarrister, Harold Bradley och Grady Martin, fick ersätta den skicklige Hank Garland.

## Komposition och stil

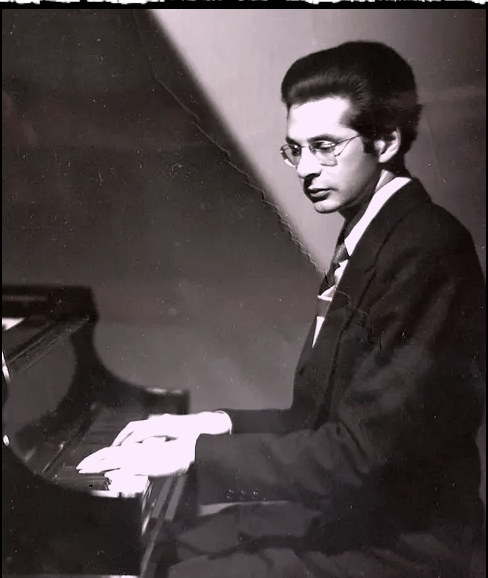
Ben Weisman som tillsammans med Fred Wise hade skrivit "Fame and Fortune" åt Elvis Presley.

"Stuck On You": Inför den första singelutgivningen efter återkomsten, sökte RCA efter en låt som liknade "Don't Be Cruel" eller "(Let Me Be Your) Teddy Bear". "Stuck On You" var en svängig låt med ett lätt rockigt beat i ett medeltempo och en låt med en rytm som inte var alltför olik den i "All Shook Up". Enligt Gordon Stoker i kompgruppen The Jordanaires var Elvis inte speciellt förtjust i låten och ägnade den föga uppmärksamhet när han slutförde inspelningen på tre tagningar. Detta framgår dock inte av inspelningen, där Elvis låter fullt engagerad med en självsäker och tydlig frasering. Singeln gav emellertid en klar indikation på vilken riktning Elvis musikaliska karriär skulle ta – mer pop och mindre rock.

"Fame and Fortune": Elvis visade större intresse för "Fame and Fortune", som kom att bli B-sidan på singeln. Fred Wises och Ben Weismans ballad var en sång som Elvis trodde på. Detta var inte oväntat, eftersom Elvis alltid hade varit förtjust i ballader. Och hans självsäkra framförande av "Fame and Fortune" gav också prov på hur mycket han hade förbättrats som sångare under sin tvååriga bortovaro.

"It's Now or Never": Under sin vistelse i Västtyskland tillbringade Elvis avsevärd tid med att spela piano, sjunga och träna sin röst. Bland de låtar som han testade och övade på fanns Tony Martins "There's No Tomorrow" från 1949, som var den neapolitanska sången "O sole mio" med en engelsk text. Elvis gillade sången så mycket att han ville spela in den och berättade det för sin förläggare Freddy Bienstock. Eftersom Bienstock antog att "O sole mio" (musiken hade skrivits av Eduardo di Capua) inte längre omfattades av upphovsrätten (vilket stämde i USA), gav han låtskrivarparet Wally Gold och Aaron Schroeder i uppdrag att skriva en ny text till låten. Resultatet blev "It's Now or Never".
Som förebild för sin tolkning av "It's Now or Never" hade Elvis tenoren och operasångaren Mario Lanzas version av arean "O sole mio". Elvis behövde fyra tagningar för att fullborda "It's Now or Never". Senare klipptes slutet av tagning två ihop med tagning fyra för att bilda mastern. Inför utgivningen klagade Elvis på ljudet på testskivan. Det lät inte som på den acetatskiva som han hade fått med sig från inspelningstillfället, och RCA tvingades så småningom att göra om mastern, och skivsläppet fördröjdes därmed.
RCA Victor bestämde sig för att para "It's Now or Never" med "A Mess of Blues" som B-sida. Även om RCA antog att "It's Now or Never" skulle nå framgång i Europa. rådde osäkerhet kring hur den skulle tas emot i USA. Som en säkerhetsåtgärd lät man därför ge ut den tillsammans med en låt med rhythm and blues-känsla som förhoppningsvis skulle locka de radiostationer som inte ville höra Elvis sjunga som en neapolitansk tenor. Farhågorna kom dock på skam och radiostationerna kom i huvudsak att spela A-sidan av singeln.

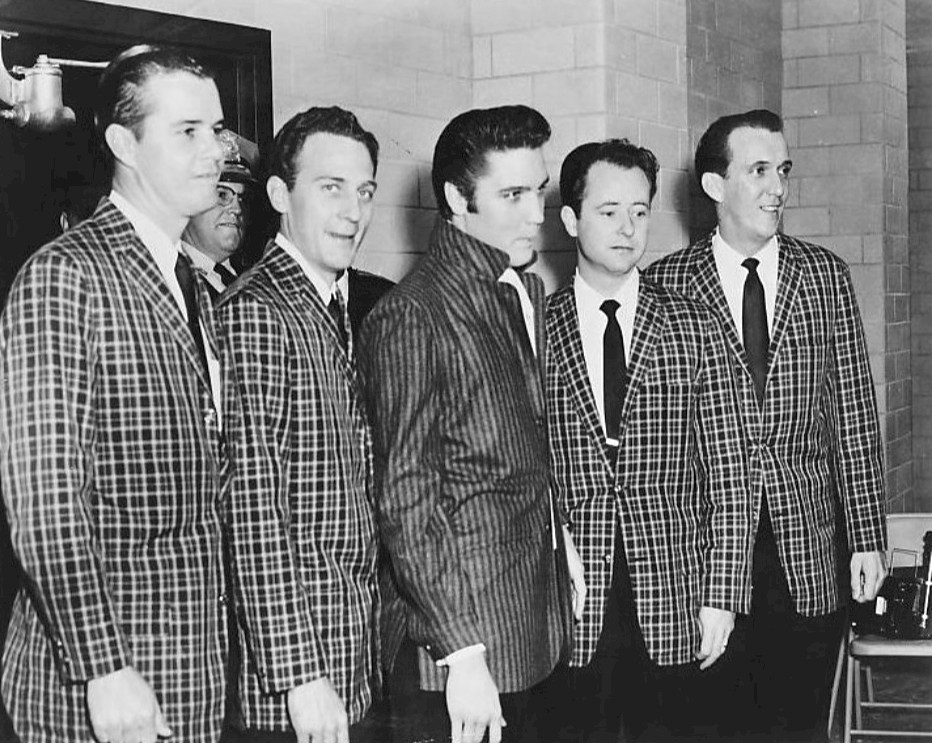
Elvis Presley i mitten tillsammans med medlemmarna i backup-gruppen The Jordanaires 1957.

"Are You Lonesome Tonight? " var en välkänd låt som Elvis spelade in efter en önskan från managern Tom Parker, eftersom det var en av Parkers hustru Maries favoritlåtar. Detta kan ha varit den enda gång i Elvis karriär som Elvis spelade in en låt som hans manager hade föreslagit. För att komma i rätt stämning bad Elvis om att ljuset i studion skulle släckas, och de kom att spela in låten i mörker. Elvis tog sig an låten på ett oförblommerat, innerligt och oblygt romantiskt sätt och gav låten ett sorgset uttryck. Han sjunger den och framför också dess talade stick med både uppriktighet och intimitet.
"Are You Lonesome Tonight?" spelades in med minimal instrumentering, med bara akustisk gitarr, bas och trummor. Arrangemanget är mer dämpat än på någon annan Elvis-skiva sedan "Love Me Tender" och bakgrundssångarna i The Jordanaires framhävs mer än instrumenten. "Are You Lonesome Tonight?" erhöll tre Grammy-nomineringar. Den nominerades i kategorierna "Record of the Year" (Årets skiva"), "Best Vocal Performance, Male" ("Bästa manliga sånginsats") och "Best Vocal Performance by a Pop Singles Artist" ("Bästa sånginsats av en popsingelartist"), dock utan att vinna i någon av kategorierna. Eftersom Elvis senaste hit hade varit balladen "It's Now or Never", och eftersom även "Are You Lonesome Tonight?" var en ballad valde man att kombinera denna med den mjuka rocklåten eller rena poplåten "I Gotta Know" som B-sida på singeln.

"Surrender": På Elvis skivbolag RCA Victor hade man varit osäker på det riktiga i att släppa två singlar i rad med ballader som A-sidor. Men med tanke på den världsomspännande framgången med "It's Now or Never", skivbolagets största försäljningsframgång någonsin, föreslog Elvis att samma procedur skulle tillämpas på en annan gammal italiensk favorit från sekelskiftet, den neapolitanska sången "Torna a Surriento" ("Kom tillbaka till Sorrento"). Eftersom "Torna a Surriento" hade liknande omfång och kraft som "It's Now or Never" kände såväl Elvis som hans skivbolag att sången skulle kunna passa Elvis röst. Musikförlaget "Hill & Range" vände sig därför till Doc Pomus och Mort Shuman och bad dem att skriva en engelsk text till låten, som hade skrivits av Ernesto De Curtis.
"Surrender" var ännu svårare att sjunga än "It's Now or Never" och den innebar en utmaning för både Elvis och musikerna. Låten skulle inte bara framföras i ett relativt högt tempo, den krävde också att tonerna prickades exakt och Elvis fick pressa sin röst till gränsen för dess styrka och omfång. Han hade problem med att få till låtens sista svåra höga toner. Bassångaren Ray Walker i The Jordanaires tog honom därför avsides och lärde honom en övning i andningskontroll där man skjuter ut magen och lyfter på huvudet, vilket gav honom den hjälp och extra kraft som han behövde för att ta sig över hindret. Slutet på tagning åtta kunde sedan skarvas på den annars perfekta tagning fyra. Att man på singeln valde att förena "Surrender" med "Lonely Man", som också var en ballad, visade att RCA inte längre kände något behov av att lansera Elvislåtar i upptempostil.

"I Feel So Bad" var en rhythm and blues-låt som hade skrivits och ursprungligen givits ut av Chuck Willis 1954. Elvis spelade in en coverversion av låten under Something for Everybody-sessionen i mars 1961. Elvis Presleys manager Tom Parker hade lovat filmbolaget 20th Century Fox att nästa singel som Elvis skulle ge ut skulle innehålla titellåten "Wild in the Country" från filmen med samma namn. Han ville att den skulle ges ut tillsammans med "I Slipped, I Stumbled, I Fell", som också hade spelats in till samma film. RCA ville däremot ge ut "Wild in the Country" tillsammans med en icke-filmlåt, och Elvis valde då "I Feel So Bad". Eftersom "I Feel So Bad" gavs ut på singel, kom i stället "I Slipped, I Stumbled, I Fell" att tas med på Something for Everybody.
"I Feel So Bad" framförs i ett relativt högt tempo i en bluesig version med ett framträdande trumspel av D. J. Fontana och saxofonspel av Boots Randolph. Under Randolphs saxofonsolo gick uppenbarligen Elvis över till honom för att uppmuntra hans spel och tog med sig sin mikrofon. För under solot byter plötsligt saxofonen kanal från den vänstra till Elvis kanal i centrum. Ingen verkar ha upptäckt detta förrän det var för sent och det kom följaktligen med på skivan.

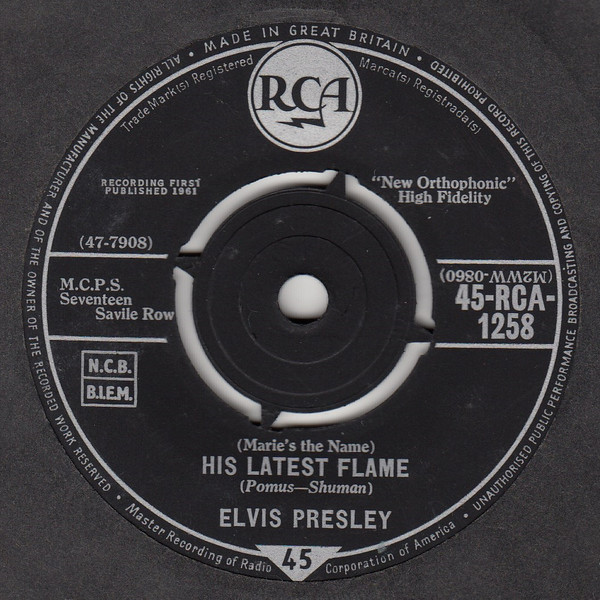
RCA-1258 (Europa). Singeln "(Marie's the Name) His Latest Flame" med B-sidan "Little Sister" av Elvis Presley.

Både "(Marie's the Name) His Latest Flame" och "Little Sister" skrevs av låtskrivarparet Doc Pomus och Mort Shuman. "His Latest Flame" skrevs med Bobby Vee i åtanke, men han ville inte ha den och den kom i stället först att spelas in och ges ut av Del Shannon. "Little Sister" var tänkt åt Bobby Darin, men kompositörerna var inte nöjda med hans inspelade version av låten. Elvis spelade in låtarna efter att ha erbjudits dem av Pomus och Shuman, vilka hade kontaktas av Elvis förläggare Freddy Bienstock som var på jakt efter låtar till den kommande sessionen. Arrangemanget i "His Latest Flame" utvecklas gradvis eftersom låten fortskrider och blir alltmer intrikat, med ett klinkande piano och takten från träpinnarna i ett claves som ger låten energi under sticket. I likhet med introt till "Surrender", bestod introt till "His Latest Flame" av bara tre takter jämfört med det konventionellt förväntade, fyra takter. "Little Sister" sträcker sig över gränsen mellan blues och pop och är mer uppsluppen, och den innehåller ett framträdande gitarrsolo av Hank Garland.

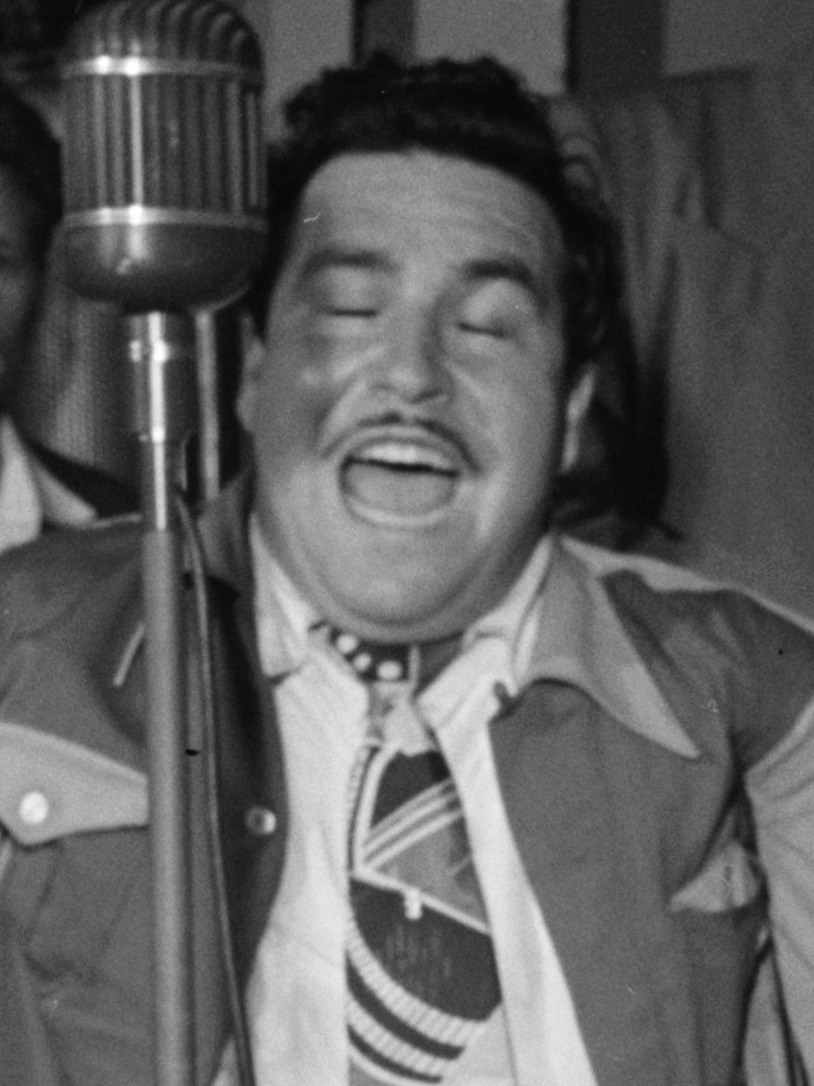
Doc Pomus, som tillsammans med Jerry Leiber och Mike Stoller hade skrivit "She's Not You" åt Elvis Presley.

"Good Luck Charm": Inför sessionen i oktober 1961 kontaktade RCA och Hill & Range låtskrivare som tidigare hade skrivit framgångsrika låtar åt Elvis. Man ville först och främst ha en rockig låt som påminde om de bästa låtarna från Elvis tidiga karriär, men ändå en låt som passade in i den nya tidens mjukare musikaliska stil. Det man sökte var en låt med en melodislinga som upprepade sig och kunde fastna, som i exempelvis "All Shook Up", och med en rytm som den i till exempel "Don't Be Cruel". Framför allt sökte man efter en låt med potential att kunna bli en stor hit. Aaron Shroeder och Wally Gold levererade låten "Good Luck Charm", som blev den låt som Elvis valde för singelutgivning. Den kom att ges ut tillsammans med Don Robertsons långsamma sentimentala ballad "Anything That's Part of You".

"She's Not You" som spelades in i mars 1962 hade skrivits av Jerry Leiber och Mike Stoller tillsammans med Doc Pomus åt Elvis. Vad gäller Leiber och Stollers låtskrivande åt Elvis utgjorde detta dock ett undantag, på en direkt önskan från låtens medkompositör Doc Pomus. I samband med att Elvis erbjöds "She's Not You" passade Leiber och Stoller på att också förse honom med "Just Tell Her Jim Said Hello". Det var en låt som bara de hade skrivit men inte direkt åt Elvis men som inte hade spelats in av någon annan tidigare. Elvis kom att spela in också den vid detta tillfälle och den utgavs som B-sida på singeln. Även om Elvis vid denna tid fortfarande spelade in andra låtar skrivna av dem, var det låtar som de hade skrivit för andra artister och som först hade spelats in av dessa. Det är oklart om Elvis någonsin fick veta varför de båda inte längre ville vara med honom i studion och hjälpa till med inspelningarna eller skriva låtar åt honom – huruvida han kände till att orsaken var deras schism med Elvis manager Tom Parker.

## Teman och texter
"Stuck On You" skrevs av Aaron Schroeder och J. Leslie McFarland och hade en melodi med en känsla som påminde om den hos All Shook Up. Låten var tillräckligt rockig för att locka de unga, samtidigt som den också försäkrade de vuxna om att denne nye Elvis Presley numera var en alltigenom ofarlig amerikansk version av den tidigare rock'n'roll-kungen. Texten och stilen var också utformad för att låten snabbt skulle kunna införlivas i popkulturen och innehöll en hel del "uh-uh-uh" och "yes-sir-ree", vilket gav Elvis utrymme att kunna leka med rösten och med tungan kunna rulla fram "Grizzly Bear" på liknande sätt som han hade gjort på exempelvis "All Shook Up".
"Fame and Fortune": Fred Wise och Ben Weismans långsamma ballad "Fame and Fortune" var en klagosång om det värdelösa i att vinna berömmelse om man saknar kärlek – en sång som Elvis framförde med känsla.

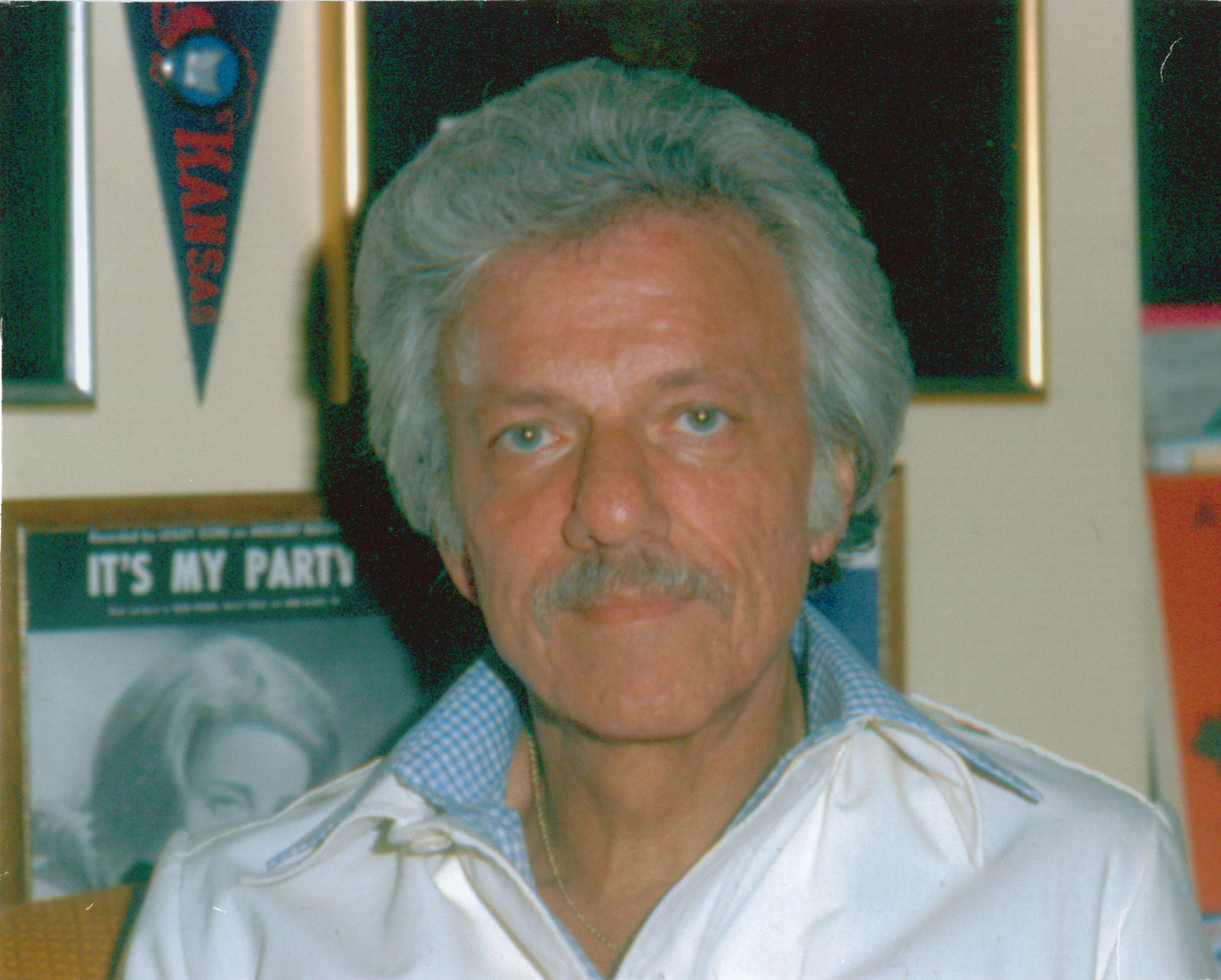
Wally Gold omkring år 1981. Tillsammans med Aaron Schroeder skrev han "Good Luck Charm" och texten till "It's Now or Never" åt Elvis.

"It's Now or Never": Låtskrivarna Aaron Schroeders och Wally Golds text till "It's Now or Never" var modellerad på texten i "There's No Tomorrow" med flera av versernas slutord bevarade. I båda låtarna görs känslofyllda yttranden om att utan dröjsmål ta vara på de möjligheter till en romans som är för handen.
"Are You Lonesome Tonight" var en stillsam ballad i countrystil med ett dämpat arrangemang. Elvis gav denna sentimentala sång en teatralisk behandling men skapade ändå ett trovärdigt drama där sångaren förförs, bedras och slutligen överges. Han valde att tala sticket i mitten i stället för att sjunga det och i detta återfinns textraderna: "Någon har sagt att världen är en scen. Och alla måste spela sin roll". Detta är en strof ur den italienske tonsättaren Ruggero Leoncavallos opera Pajazzo som i sin tur åsyftar det berömda talet "All the world's a stage" ur William Shakespeares komedi Som ni behagar.
Det var som om Elvis framkallade den melankoliska stilen hos de föregångslåtar som han spelade in på Sun Records 1954 och 1955 eller i "That's When Your Heartaches Begin" som han spelade in på RCA 1956 och som också innehöll ett talat parti.

"I Gotta Know" hade skrivits av Paul Evans i samarbete med Matt Williams redan 1959. Evans och Williams jobbade intensivt med texten till den låt som ursprungligen hade burit titeln "And Now You Know". Den var ämnad för Elvis och var tänkt att spelas in till hans återkomstalbum Elvis Is Back! som utkom i april 1960. Musikförlaget "Hill & Range" råkade emellertid av misstag skicka med den med andra låtar till sitt kontor i London där den erbjöds Cliff Richard, som också spelade in den och gav ut den 1959. Elvis skulle sannolikt inte ha spelat in den om han hade känt till Cliff Richards inspelning. Nu erbjöds han låten senare och spelade då också in den. "Hill & Range" ville också låta den nye tonårsidolen Fabian spela in låten, men Paul Evans vägrade att tillåta det, väl medveten som han var om att Elvis då sannolikt inte skulle ha gett ut "I Gotta Know". Evans hade gjort sin demoinspelning av låten specifikt för Elvis genom att försöka imitera hans sätt att sjunga, och han ville att just Elvis skulle spela in den. Detta beslut kom varken han eller Matt Williams att ångra, när de väl fick första royaltyutbetalningen efter försäljningsframgången med singeln "Are You Lonesome Tonight" och "I Gotta Know".
"Surrender": Vad gäller "Surrender" förstod låtskrivarna Doc Pomus och Mort Schuman, som fått uppdraget att skriva en ny text till den neapolitanska sången "Torna a Surriento", att Elvis och RCA skulle vilja ha ett tema liknande det i "It's Now or Never". De skapade därför en romantisk bedjande kärlekssång som skulle få kvinnors hjärtan att smälta.
"I Feel So Bad" handlar om en person som har förlorat greppet om tillvaron, som vet att han mår dåligt men inte vad han ska göra åt det.
"His Latest Flame" har en rytm i Bo Diddley-stil och berättar den bitterljuva historien om en man som får veta att kvinnan som i går bedyrade honom sin kärlek nu hade blivit ihop med hans bästa vän. Men i stället för att säga något sväljer han sin stolthet och önskar sin vän lycka till. Namnet Marie valdes bara för att det hade ett sådant flyt när det uttalades.
"Little Sister" har ännu ett tema med en kvinna som sårat sångaren. Låten riktar sig till den yngre systern till en otrogen kvinna. Elvis framförde sången så sorglöst att det är svårt att tro att han längre brydde sig om vad den äldre systern gjorde, så länge som han kunde få en dejt med den yngre. I texten dyker en viss Jim Dandy upp, vilket var en replik från låtskrivarna till LaVern Bakers hitlåt "Jim Dandy" från 1956. Och textraden "lillasyster, gör inte som din storasyster gjorde" framstår mer som ett hot än en vädjan. Gemensamt för de båda låtarna är en något sorgsen text kombinerad med en pigg melodi, vilket får dem att låta mer optimistiska än vad texten egentligen förmedlar.

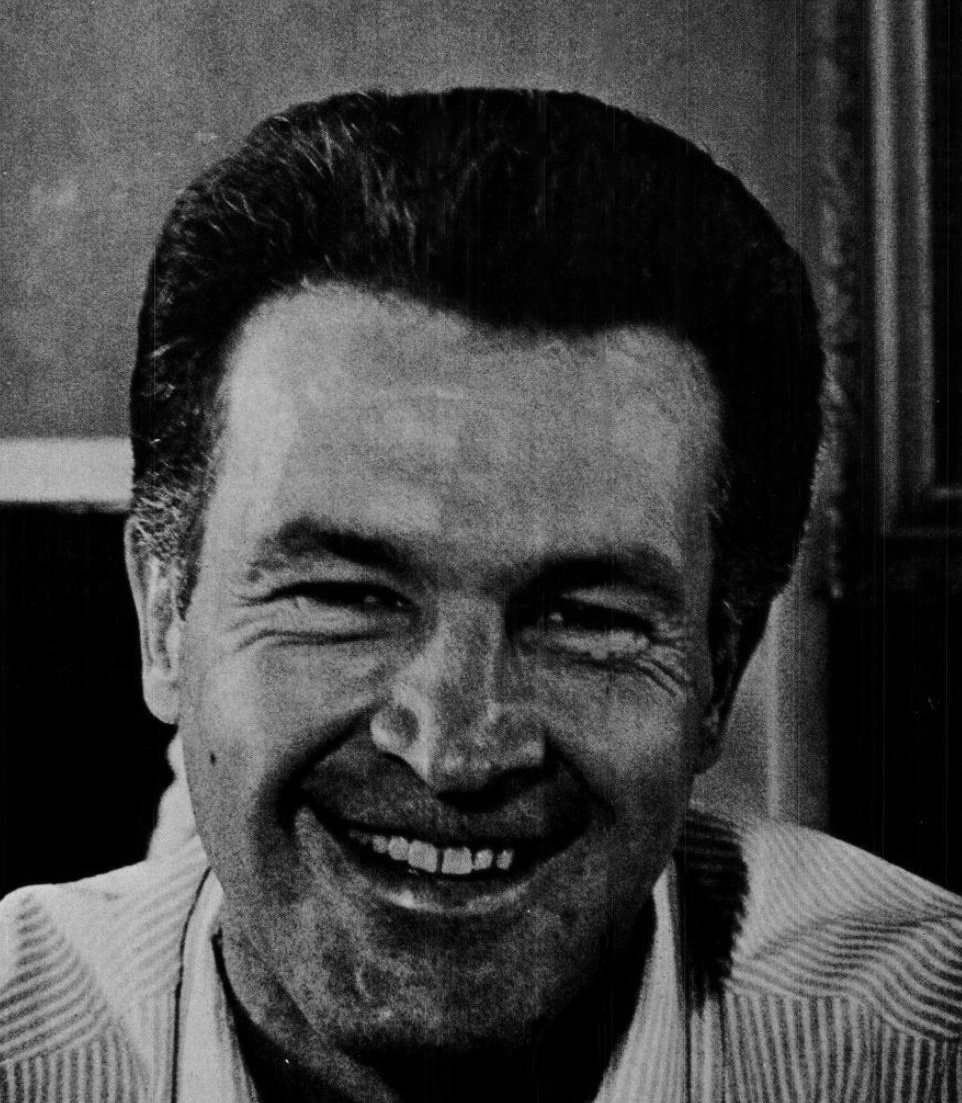
Don Robertson år 1966. Han skrev "Anything That's Part of You" som spelades in av Elvis Presley och gavs ut som B-sida till "Good Luck Charm".

"Good Luck Charm" ("Lyckobringare") handlar om en man som inte kan förlora så länge som han har kvinnan han älskar vid sin sida. Låtens upphovsmän, Aaron Schroeder och Wally Gold, byggde sin upptempolåt kring teman som öde och tur, och de fokuserade på lyckan, hoppet och kärleken. För att hamra in budskapet införlivade de ett antal tänkta lyckobringande saker i låtens tre verser, som hästsko (horseshoe), fyrklöver (four-leaf clover), hartass (rabbit's foot), silverdollar (silver dollar) och lyckopeng (lucky penny).

"Anything That's Part of You": De riktigt starka låtar som Freddie Bienstock hade hoppats på till inspelningstillfället i oktober 1961 visade sig vara två ballader av Don Robertson, nämligen "Anything That's Part of You" och "I Met Her Today". Robertson försåg Elvis med flera sorgliga ballader under de första åren på 1960-talet, och i "Anything That's Part of You" skildrar Elvis måhända övergivenheten mer övertygande än i någon annan låt, möjligen undantaget några andra Robertson-ballader, som just "I Met Her Today" och "They Remind Me Too Much of You". "Anything That's Part of You" handlar om en övergiven älskare som försöker hålla fast vid minnena av den kvinna som har lämnat honom. Elvis Presley kan dock ha haft sin älskade mamma i åtanke när han spelade in den. Gladys Presley dog alldeles efter att Elvis hade påbörjat sin militärtjänstgöring 1958, och han behöll alla hennes saker som ett minne av henne. Texten i låten lyder: "Jag behöll ett av dina hårband, där en fläkt av parfym dröjer sig kvar … Jag skulle avstå helt från någon ny i utbyte mot vad som helst som är från dig."
"She's Not You": Doc Pomus, Jerry Leibers och Mike Stoller komponerade "She's Not You" utifrån stilen och känslan i countrylåten "I Really Don't Want to Know". Det blev en känslosam, romantisk och vemodig ballad. Texten handlar om en kvinna som är allt som en man kan önska sig, men att det ändå inte hjälper eftersom hon inte är du.

## Utgivning och marknadsföring

### Singelplaceringarna
"Stuck on You" gavs ut på singel med "Fame and Fortune" som B-sida den 23 mars 1960. A-sidan "Stuck on You" debuterade på plats 84 på Billboards singellista Hot 100 den 10 april. Sju dagar senare nådde den plats 17, vilket var den snabbaste klättringen uppåt i poplistans historia. Bara tre veckor senare nådde låten förstaplatsen, där den stannade i fyra veckor. På countrylistan och rhythm and blues-listan nådde den plats 27 respektive 6. B-sidan "Fame and Fortune" nådde plats 17 på den amerikanska singellistan. I Storbritannien placerade sig "Stuck on You" som bäst på plats 3 på singellistan UK Singles Chart och på plats 58 när singeln gavs ut på nytt 1988. Den kom att toppa den australiska singellistan under en veckas tid.
Singeln "It's Now or Never" med "A Mess of Blues" som B-sida utkom den 5 juli 1960. Den 18 juli kom "It's Now or Never" in på Billboards singellista i USA på plats 44, och den 15 augusti nådde den förstaplatsen där den blev kvar i fem veckor. På R&B-listan placerade den sig som bäst på 7:e plats. I Storbritannien kom utgivningen av singeln att fördröjas med tre månader, eftersom "O sole mio", till skillnad från i USA, inte var allmän egendom enligt brittisk upphovsrättslagstiftning. När den därför väl gavs ut där (tillsammans med "Make Me Know It" som B-sida) gick den till följd av de uppbyggda förhandsbeställningarna direkt in på förstaplatsen på singellistan och blev kvar där i 8 veckor. När den återutgavs i Storbritannien år 2005 kom den än en gång att toppa singellistan.
"Are You Lonesome Tonight" gavs ut på singel med "I Gotta Know" som B-sida den 1 november 1960. B-sidan "I Gotta Know" nådde plats 20 på Billboards Hot 100-lista. "Are You Lonesome Tonight?" blev den första singel i USA att debutera på "Top 40", på plats 35, den 14 november 1960. En vecka senare nådde den plats 2. Och den 28 november nådde den förstaplatsen, vilken den höll hela året ut liksom även den första veckan 1961. Totalt låg den sex veckor på första plats. På countrylistan nådde den plats 22 och på R&B-listan plats 3. "Are You Lonesome Tonight" kom att toppa den brittiska singellistan i 4 veckor, och när den återutgavs år 2005 nådde den plats 2. I Australien listades båda sidorna tillsammans, och singeln kom att toppa singellistan under 6 veckors tid. Sammanlagt kom Elvis Presley att toppa Billboards singellista i 14 av 52 veckor år 1960. Enligt Billboard blev han år 1960 den artist som för femte året i rad hade flest miljonförsäljande skivor –"Stuck on You", "It's Now or Never" och "Are You Lonesome Tonight".
"Surrender" gavs ut på singel tillsammans med "Lonely Man" från filmen Wild in the Country den 7 februari 1961. Inledningsvis överträffade "Surrender" framgången med "Are You Lonesome Tonight?" och gick in på topplistan som nr 24 och slog därmed rekordet för den högst debuterande singeln på Hot 100-listan. En vecka senare klättrade den till plats 4 och veckan därpå till plats 2, för att slutligen nå förstaplatsen på den amerikanska singellistan den 20 mars. Den stannade där i två veckor men den låg på topp 20 i totalt bara tolv veckor. Även om den inledningsvis verkade kunna överträffa framgången med "It's Now or Never", kom den inte i närheten. Detta var dock Elvis femte singel i rad att toppa singellistan Billboard Hot 100 i USA. "Surrender" kom också att toppa singellistan i Storbritannien och detta under fyra veckors tid, och när den år 2005 gavs ut på nytt nådde den 2:a plats.
"I Feel So Bad" utgavs tillsammans med titellåten "Wild in the Country" från filmen med samma namn den 2 maj 1961. På Billboard Hot 100-listan i USA nådde den plats 5, medan den på R&B-listan som bäst fick placeringen 15. I Storbritannien listades de båda sidorna tillsammans, och singeln nådde fjärde plats.
"(Marie's the Name) His Latest Flame" utkom på singel tillsammans med "Little Sister" den 8 augusti 1961. Den blev Elvis framgångsrikaste dubbelsidiga singel i USA under 1960-talet, eftersom båda sidorna oberoende av varandra nådde en topp-5-placering på singellistan. "His Latest Flame" nådde 4:e plats och "Little Sister" 5:e. Nackdelen var att låtarna konkurrerade med varandra om speltid på radiostationerna, och det är möjligt att den ena motverkade den andras framgång. I stället för att de gavs ut som A-sidor på var sin singel och potentiellt hade kunnat bli två listettor, blev det i stället en singel med två topp-5-placerade låtar. I Storbritannien, där låtarna gavs ut som dubbel A-sida, kom singeln däremot att toppa singellistan i fyra veckor. Vid nyutgivningen av "(Marie's the Name) His Latest Flame" i Storbritannien år 2005 kom den att placera sig som bäst på 3:e plats. "His Latest Flame" nådde dessutom 2:a plats på listan Adult Contemporary i USA.
"Good Luck Charm" gavs ut på singel tillsammans med "Anything That's Part of You" den 27 februari 1962. B-sidan "Anything That's Part of You" placerade sig som bäst på 31:a plats i USA. "Good Luck Charm" kom in på Billboards Hot 100-lista på plats 51 den 17 mars. Den avancerade till plats 14, 9, 3 och 2 för att slutligen nå förstaplatsen på listan den 21 april 1962. Där blev den kvar i två veckor. Förra gången Elvis toppade singellistan var med "Surrender", tretton månader tidigare. Elvis hade därmed lyckats med att ha minst en förstaplacering på den amerikanska singellistan under 7 års tid, varje år från 1956 fram till 1962. Men detta kom att bli Elvis sista topplacerade singel i USA på sju och ett halvt år fram till Suspicious Minds i november 1969. Också i Storbritannien kom "Good Luck Charm" att toppa singellistan och detta i 5 veckor, och vid nyutgivningen av låten år 2005 placerade den sig som bäst på 2:a plats. I Australien placerade sig "Good Luck Charm" också på förstaplatsen och det under sex veckors tid.
"She's Not You" utkom på singel tillsammans med "Just Tell Her Jim Said Hello" den 17 juli 1962. "She's Not You" placerade sig som bäst på 5:e plats på singellistan i USA. På R&B-listan nådde den 13:e plats, medan den på Adult Contemporary-listan blev 2:a. I Storbritannien nådde "She's Not You" förstaplatsen och stannade där i tre veckor och i samband med nyutgivningen år 2005 nå plats 3.

### Albumets placeringar
Albumet Elvis' Golden Records Volume 3 gick in på plats 119 på den amerikanska albumlistan Billboard Top LP's, som vid tiden omfattade 150 placeringar, den 14 september 1963. Efter tio veckor på listan, den 16 november 1963, nådde albumet plats 3, vilket blev dess högsta position. Vid Elvis Presleys död den 16 augusti 1977, ökade försäljningen av hans skivor kraftigt. I samband med detta gick hans Golden Records Volume 3 åter in på listorna. På Billboards Top LP-lista nådde albumet under slutet av 1977 plats 64 och tillbringade ytterligare 13 veckor på listan, vilket innebar att albumet totalt låg 63 veckor på listan.
På Cash Box noterades albumet första gången den 14 september 1963 på plats 78 för monoutgåvan och plats 44 för stereoutgåvan på tidningens albumlista Top 50. Efter fem veckor på listan nådde monoalbumet plats 4, vilket också blev albumets högsta placering under de 22 veckor det då låg på listan. Även på Cashbox lista återkom albumet 1977 och låg där ytterligare 14 veckor med en 168:e plats som bästa notering. På UK Albums Chart i Storbritannien nådde albumet plats 6 och tillbringade 13 veckor där 1964. Efter Elvis död, under en vecka den 4–10 september 1977 då samtidigt 13 Elvisalbum låg på topp 50, nådde Elvis' Golden Records Volume 3 plats 49 och stannade 2 veckor på listan. I november 1963 kom albumet att toppa den norska försäljningslistan som sammanställdes av Verdens Gang.

### Senare utgåvor av albumet
RCA gav ut albumet på CD i april 1990 med samma innehåll som på originalutgåvan från 1963. I juli 1997 gavs albumet åter ut på CD, i en remastrad version utökad med ytterligare sex framgångsrika låtar från samma period.
I maj 2007 utgavs originalalbumet åter remastrat på CD. I december 2015 släpptes en dubbel-CD-version av albumet på Follow That Dream-etiketten. Förutom originalalbumets tolv låtar inkluderades ett antal alternativtagningar av dessa, liksom av andra låtar från samma tidsperiod.

## Mottagande
I Cashbox Magazine menade man att Elvis Presleys rekord av hitskivor talade för sig själv och att albumet säkert inom kort skulle avancera på försäljningslistorna. Den brittiska musiktidskriften Record Mirror beskrev det som en oerhörd bedrift att kunna ge ut en tredje samling miljonsäljare. De påtalade att Elvis sedan skivan tillkom hade förtjänat ytterligare två guldskivor genom "Return to Sender" och "(You're the) Devil in Disguise". Albumet sades innehålla en mycket stor variation av låtmaterial och vara "så bra".
Den amerikanske musikkritikern Bruce Eder skrev i sin recension för AllMusic att albumet, i likhet med dess två föregångare, vid tillfället var unikt. År 1963 hade enligt Eder ingen annan rock'n'roll-artist haft sådan framgång att den förtjänat ett andra "greatest hits"-album, än mindre ett tredje. Eder såg också en skillnad på musiken i detta album jämfört med den i de två föregående. I detta framträder en mjukare och mognare Elvis Presley i stället för den ungdomlige energiske från 1950-talet. Eder menar att Elvis måhända inte längre var den rebell han en gång varit och att hans musik kanske inte var lika banbrytande längre, men att han fortfarande regelbundet toppade listorna eller annars placerade sig högt.
Musikkritikern Greil Marcus menade att jämfört med Elvis hitlåtar från 1950-talet (där många återfinns på de två första volymerna av Elvis' Gold Records eller Golden Records) är musiken i Elvis' Golden Records Volume 3 ofta slätstruken och själlös. Han ansåg dock att undantagen var "den vackra 'Fame and Fortune' och nyinspelningen av Chuck Willis 'I Feel So Bad' från 1954".
I The New Rolling Stone Record Guide framhåller musikkritikern Dave Marsh den höga kvaliteten på samtliga skivor i Golden Records-serien, vilka innehåller alla såväl stora som små hittar. Rockkritikern David McGee skrev i The New Rolling Stone Album Guide år 2004 att hela Elvis' Golden Records-serien är underbar.

## Försäljning

### Albumförsäljningen
Elvis' Golden Records Volume 3 sålde inledningsvis i 600 000 exemplar i USA. Skivan certifierades guld av RIAA i november 1966, även om försäljningen egentligen hade överstigit en halv miljon exemplar redan i januari 1964. I mars 1992 certifierades den platina för en miljon sålda exemplar.

### Singelförsäljningen
Skivbolaget RCA inväntade inte beställningarna av den nya singeln "Stuck on You" och "Fame and Fortune", utan levererade i förväg en miljon skivor direkt till butikerna. "Stuck on You" kom snabbt att nå förstaplatsen på singellistan, och singeln sålde i 1,4 miljoner exemplar.
"It's Now or Never" utkom tillsammans med "A Mess of Blues" och blev kanske Elvis största världshit någonsin. Den kom att toppa listorna, och i USA sålde den i över en miljon exemplar. Men den blev framför allt en stor internationell hit med sin europeiska bakgrund. I Storbritannien slog den rekord som den skiva som snabbast hade sålt i över en miljon exemplar, på endast 6 veckor, samtidigt som den toppade singellistan. I januari 1961 hade den sålts i över en miljon exemplar även i Tyskland. Vid årsskiftet 1960–1961 hade den sålts i över 3 miljoner exemplar utanför USA och fortsatte att sälja även därefter. Den kom att toppa försäljningslistorna i Belgiska Flandern och Vallonien (7 veckor), i Norge (2 veckor), Danmark (3 veckor), Sverige (7 veckor) och Finland (8 veckor). Redan före julen 1960 hade den sålt i över 100 000 exemplar i Sverige. Den kom även att under många veckors tid toppa försäljningslistorna i Australien och Nya Zeeland (3 veckor). Försäljningen i hela världen beräknas så småningom ha uppgått till över 9 miljoner sålda exemplar och ha inbringat över 4,5 miljoner dollar, vilket motsvarar cirka en halv miljard svenska kronor i 2024 års penningvärde.
Valet att ge ut "Are You Lonesome Tonight?" på singel var lyckosamt. Utöver att toppa singellistan kom den att sälja i över två miljoner exemplar i USA. Som uppföljare till "It's Now or Never" befäste den en trend där Elvis tilltalade alla åldrar – något som Parker länge hade strävat efter att åstadkomma.
"Surrender" släpptes tillsammans med studioversionen av låten "Lonely Man" från Wild in the Country. Men även om singeln kom att toppa singellistan i USA sålde den inledningsvis bara i 750 000 exemplar. Den kom så småningom att registreras av RIAA för en försäljning av en miljon exemplar, men det innebar ändå en nedgång i USA med en miljon exemplar jämfört med den föregående singeln "Are You Lonesome Tonight?"
Elvis nästa singel var "I Feel So Bad", ursprungligen inspelad av rhythm and blues-sångaren Chuck Willis. Singeln sålde i drygt 600 000 exemplar i USA.
En dryg månad efter den session i juni 1961 där "His Latest Flame" och "Little Sister" spelades in, kom låtarna att släppas på singel. I jämförelse med föregångaren, "I Feel So Bad", sålde den bättre i USA, omkring 700 000 exemplar.
Singeln "Good Luck Charm" och "Anything That's Part of You" sålde nästan en miljon exemplar i USA, och certifierades senare av RIAA för en miljon sålda exemplar. Men det var ändå mindre än de 1,2 miljoner som den föregående singeln, "Can't Help Falling in Love" från filmen Blue Hawaii, hade sålt.
Trots en sämre placering på topplistan sålde "She's Not You" nästan lika mycket som "Good Luck Charm" i USA, med 800 000 exemplar.

## Låtlistor
Elvis' Golden Records Volume 3

### 1963 originalutgåva LP
| 1. | It's Now or Never (A-sida på singel med "A Mess of Blues" – juli 1960.)         | Eduardo di Capua, Aaron Schroeder, Wally Gold | 3 april 1960 47-7777-A #1       | 3:12 |
| 2. | Stuck on You (A-sida på singel med "Fame and Fortune" – mars 1960.)             | Aaron Schroeder, J. Leslie McFarland          | 21 mars 1960 47-7740-A #1       | 2:17 |
| 3. | Fame and Fortune (B-sida på singel med "Stuck on You" – mars 1960.)             | Fred Wise, Ben Weisman                        | 21 mars 1960 47-7740-B #17      | 2:29 |
| 4. | I Gotta Know (B-sida på singel med "Are You Lonesome Tonight?"– november 1960.) | Paul Evans, Matt Williams                     | 4 april 1960 47-7810-B #20      | 2:14 |
| 5. | Surrender (A-sida på singel med "Lonely Man" – februari 1961.)                  | Ernesto De Curtis, Doc Pomus, Mort Shuman     | 30–31 oktober 1960 47-7850-A #1 | 1:51 |
| 6. | I Feel So Bad (A-sida på singel med "Wild in the Country" – maj 1961.)          | Chuck Willis                                  | 12 mars 1961 47-7880-A #5       | 2:54 |

| 1.           | Are You Lonesome Tonight? (A-sida på singel med "I Gotta Know" – november 1960.)           | Lou Handman, Roy Turk                 | 4 april 1960 47-7810-A #1        | 3:07  |
| 2.           | (Marie's the Name) His Latest Flame (A-sida på singel med "Little Sister" – augusti 1961.) | Doc Pomus, Mort Shuman                | 26 juni 1961 47-7908-A #4        | 2:06  |
| 3.           | Little Sister (B-sida på singel med "His Latest Flame" – augusti 1961.)                    | Doc Pomus, Mort Shuman                | 26 juni 1961 47-7908-B #5        | 2:30  |
| 4.           | Good Luck Charm (A-sida på singel med "Anything That's Part of You" – februari 1962.)      | Aaron Schroeder, Wally Gold           | 15 oktober 1961 20/47-7992-A #1  | 2:23  |
| 5.           | Anything That's Part of You (B-sida på singel med "Good Luck Charm" – februari 1962.)      | Don Robertson                         | 15 oktober 1961 20/47-7992-B #31 | 2:03  |
| 6.           | She's Not You (A-sida på singel med "Just Tell Her Jim Said Hello" – juli 1962.)           | Doc Pomus, Jerry Leiber, Mike Stoller | 19–20 mars 1962 20/47-8041-A #5  | 2:07  |
| Total längd: | Total längd:                                                                               | Total längd:                          | Total längd:                     | 29:13 |

### 1997 utökad utgåva CD
| 1.           | It's Now or Never                   | Eduardo di Capua, Aaron Schroeder, Wally Gold    | 3 april 1960       | 3:12  |
| 2.           | Stuck on You                        | Aaron Schroeder, J. Leslie McFarland             | 21 mars 1960       | 2:17  |
| 3.           | Fame and Fortune                    | Fred Wise, Ben Weisman                           | 21 mars 1960       | 2:29  |
| 4.           | I Gotta Know                        | Paul Evans, Matt Williams                        | 4 april 1960       | 2:14  |
| 5.           | Surrender                           | Ernesto De Curtis, Doc Pomus, Mort Shuman        | 30–31 oktober 1960 | 1:51  |
| 6.           | I Feel So Bad                       | Chuck Willis                                     | 12 mars 1961       | 2:54  |
| 7.           | Are You Lonesome Tonight?           | Lou Handman, Roy Turk                            | 4 april 1960       | 3:07  |
| 8.           | (Marie's the Name) His Latest Flame | Doc Pomus, Mort Shuman                           | 26 juni 1961       | 2:06  |
| 9.           | Little Sister                       | Doc Pomus, Mort Shuman                           | 26 juni 1961       | 2:30  |
| 10.          | Good Luck Charm                     | Aaron Schroeder, Wally Gold                      | 15 oktober 1961    | 2:23  |
| 11.          | Anything That's Part of You         | Don Robertson                                    | 15 oktober 1961    | 2:03  |
| 12.          | She's Not You                       | Doc Pomus, Jerry Leiber, Mike Stoller            | 19–20 mars 1962    | 2:07  |
| 13.          | Wild in the Country                 | George David Weiss, Hugo Peretti, Luigi Creatore | 7 november 1960    | 1:52  |
| 14.          | Wooden Heart                        | Fred Wise, Ben Weisman                           | 28 april 1960      | 2:02  |
| 15.          | The Girl of My Best Friend          | Beverly Ross, Sam Bobrick                        | 4 april 1960       | 2:21  |
| 16.          | Follow That Dream (take 4)          | Fred Wise, Ben Weisman                           | 2 juli 1961        | 1:37  |
| 17.          | King of the Whole Wide World        | Ruth Batchelor, Bob Roberts                      | 27 oktober 1961    | 2:06  |
| 18.          | Can't Help Falling in Love          | George David Weiss, Hugo Peretti, Luigi Creatore | 23 mars 1961       | 2:59  |
| Total längd: | Total längd:                        | Total längd:                                     | Total längd:       | 42:10 |

### 2015 FTD-utgåva
CD 1
| 1.           | It's Now or Never                            | Eduardo di Capua, Aaron Schroeder, Wally Gold | 3 april 1960       | 3:18  |
| 2.           | Stuck on You                                 | Aaron Schroeder, J. Leslie McFarland          | 21 mars 1960       | 2:22  |
| 3.           | Fame and Fortune                             | Fred Wise, Ben Weisman                        | 21 mars 1960       | 2:33  |
| 4.           | I Gotta Know                                 | Paul Evans, Matt Williams                     | 4 april 1960       | 2:17  |
| 5.           | Surrender                                    | Ernesto De Curtis, Doc Pomus, Mort Shuman     | 30–31 oktober 1960 | 1:56  |
| 6.           | I Feel So Bad                                | Chuck Willis                                  | 12 mars 1961       | 2:57  |
| 7.           | Are You Lonesome Tonight?                    | Lou Handman, Roy Turk                         | 4 april 1960       | 3:09  |
| 8.           | (Marie's the Name) His Latest Flame          | Doc Pomus, Mort Shuman                        | 26 juni 1961       | 2:10  |
| 9.           | Little Sister                                | Doc Pomus, Mort Shuman                        | 26 juni 1961       | 2:33  |
| 10.          | Good Luck Charm                              | Aaron Schroeder, Wally Gold                   | 15 oktober 1961    | 2:27  |
| 11.          | Anything That's Part of You                  | Don Robertson                                 | 15 oktober 1961    | 2:07  |
| 12.          | She's Not You The Alternate Album            | Doc Pomus, Jerry Leiber, Mike Stoller         | 19–20 mars 1962    | 2:15  |
| 13.          | It's Now or Never (take 1)                   | Eduardo di Capua, Aaron Schroeder, Wally Gold | 3 april 1960       | 3:26  |
| 14.          | Stuck on You (take 1)                        | Aaron Schroeder, J. Leslie McFarland          | 21 mars 1960       | 2:32  |
| 15.          | Fame and Fortune (take 1)                    | Fred Wise, Ben Weisman                        | 21 mars 1960       | 3:02  |
| 16.          | Surrender (take 9 & work part take 1)        | Ernesto De Curtis, Doc Pomus, Mort Shuman     | 30–31 oktober 1960 | 2:00  |
| 17.          | I Feel So Bad (take 1)                       | Chuck Willis                                  | 12 mars 1961       | 3:00  |
| 18.          | Are You Lonesome Tonight? (takes 1, 2)       | Lou Handman, Roy Turk                         | 4 april 1960       | 3:42  |
| 19.          | (Marie's the Name) His Latest Flame (take 6) | Doc Pomus, Mort Shuman                        | 26 juni 1961       | 2:13  |
| 20.          | Little Sister (take 6)                       | Doc Pomus, Mort Shuman                        | 26 juni 1961       | 2:38  |
| 21.          | Good Luck Charm (take 1)                     | Aaron Schroeder, Wally Gold                   | 15 oktober 1961    | 2:48  |
| 22.          | Anything That's Part of You (take 9)         | Don Robertson                                 | 15 oktober 1961    | 2:16  |
| 23.          | She's Not You (take 2 & work part take 1)    | Doc Pomus, Jerry Leiber, Mike Stoller         | 19–20 mars         | 2:16  |
| Total längd: | Total längd:                                 | Total längd:                                  | Total längd:       | 59:57 |

CD 2
| 1.           | Stuck on You (take 2)                                    | Aaron Schroeder, J. Leslie McFarland          | 21 mars 1960       | 2:26  |
| 2.           | Fame and Fortune (takes 3, 6, 7)                         | Fred Wise, Ben Weisman                        | 21 mars 1960       | 4:45  |
| 3.           | Make Me Know It (take 14)                                | Otis Blackwell                                | 20 mars 1960       | 2:10  |
| 4.           | Soldier Boy (take 11)                                    | David Jones, Theodore Williams, Jr.           | 20 mars 1960       | 3:06  |
| 5.           | It's Now or Never (undubbed master/splice of takes 4, 2) | Eduardo di Capua, Aaron Schroeder, Wally Gold | 3 april 1960       | 3:22  |
| 6.           | Surrender (splice of take 7 & work part take 7)          | Ernesto De Curtis, Doc Pomus, Mort Shuman     | 30–31 oktober 1960 | 2:03  |
| 7.           | He Knows Just What I Need (take 9)                       | Mosie Lister                                  | 30 oktober 1960    | 2:18  |
| 8.           | (Marie's the Name) His Latest Flame (take 3)             | Doc Pomus, Mort Shuman                        | 26 juni 1961       | 2:22  |
| 9.           | Little Sister (takes 10, 11, 9)                          | Doc Pomus, Mort Shuman                        | 26 juni 1961       | 4:38  |
| 10.          | Kiss Me Quick (take 2)                                   | Doc Pomus, Mort Shuman                        | 25 juni 1961       | 2:56  |
| 11.          | Anything That's Part of You (takes 6, 7, 3)              | Don Robertson                                 | 15 oktober 1961    | 3:11  |
| 12.          | For the Millionth and the Last Time (takes 3, 4)         | Roy C. Bennett, Sid Tepper                    | 15 oktober 1961    | 2:50  |
| 13.          | I Met Her Today (takes 3, 6)                             | Hal Blair, Don Robertson                      | 16 oktober 1961    | 3:26  |
| 14.          | She's Not You (take 1 & work part take 2)                | Doc Pomus, Jerry Leiber, Mike Stoller         | 19–20 mars 1962    | 2:32  |
| 15.          | Make Me Know It (takes 2, 8)                             | Otis Blackwell                                | 20 mars 1960       | 3:50  |
| 16.          | Make Me Know It (take 16)                                | Otis Blackwell                                | 20 mars 1960       | 2:09  |
| 17.          | Fame and Fortune (take 8)                                | Fred Wise, Ben Weisman                        | 21 mars 1960       | 2:42  |
| 18.          | Fame and Fortune (take 9)                                | Fred Wise, Ben Weisman                        | 21 mars 1960       | 2:40  |
| 19.          | Fame and Fortune (takes 10, 11)                          | Fred Wise, Ben Weisman                        | 21 mars 1960       | 4:02  |
| 20.          | (Marie's the Name) His Latest Flame (takes 7, 9, 12)     | Doc Pomus, Mort Shuman                        | 26 juni 1961       | 3:32  |
| 21.          | Kiss Me Quick (take 3)                                   | Doc Pomus, Mort Shuman                        | 25 juni 1961       | 2:59  |
| 22.          | Kiss Me Quick (takes 5, 6)                               | Doc Pomus, Mort Shuman                        | 25 juni 1961       | 4:27  |
| 23.          | For the Millionth and the Last Time (take 5)             | Roy C. Bennett, Sid Tepper                    | 15 oktober 1961    | 2:14  |
| 24.          | For the Millionth and the Last Time (takes 11, 8)        | Roy C. Bennett, Sid Tepper                    | 15 oktober 1961    | 2:40  |
| 25.          | I Met Her Today (takes 12, 13)                           | Hal Blair, Don Robertson                      | 16 oktober 1961    | 2:59  |
| 26.          | I Met Her Today (take 14)                                | Hal Blair, Don Robertson                      | 16 oktober 1961    | 2:52  |
| Total längd: | Total längd:                                             | Total längd:                                  | Total längd:       | 79:11 |

## Medverkande
Uppgifterna, hämtade från Keith Flynn och Ernst Jørgensen, avser inspelningar gjorda i RCA:s studio B i Nashville i Tennessee den 20–21 mars, 3–4 april, och 30–31 oktober 1960, den 12–13 mars, 25–26 juni och 15–16 oktober 1961, samt den 19–20 mars 1962.
- Elvis Presley – sång; gitarr under inspelningarna av alla låtar utom "His Latest Flame", "Little Sister", "Good Luck Charm", "Anything That's Part of You" och "She's Not You".
- Scotty Moore – gitarr under inspelningarna av alla låtar.
- Hank Garland – gitarr på "It's Now or Never", "I Gotta Know", "Are You Lonesome Tonight?", "Surrender", "I Feel So Bad", "Little Sister" och de första tagningarna av "His Latest Flame"; elbas på tagning 4 och framåt på "His Latest Flame", på "Stuck On You" och "Fame and Fortune".[123]
- Jerry Kennedy – gitarr på "Good Luck Charm" och "Anything That's Part of You".
- Harold Bradley – gitarr på "She's Not You".
- Thomas "Grady" Martin – gitarr och vibrafon vid sessionen då "She's Not You" spelades in.
- Neal Matthews (från The Jordanaires) – gitarr på "His Latest Flame" och "Little Sister".
- Bob Moore – ståbas vid inspelningarna av alla låtar.
- D. J. Fontana – trummor vid inspelningarna av alla låtar.
- Murrey "Buddy" Harman – trummor vid inspelningarna av alla låtar.
- Floyd Cramer – uppsatt på piano vid samtliga inspelningar; dessutom på orgel vid sessionerna då "Little Sister", "Good Luck Charm", "Anything That's Part of You" och "She's Not You" spelades in.
- Homer "Boots" Randolph – saxofon, vid sessionerna då "It's Now or Never", "I Gotta Know", "Are You Lonesome Tonight?", "Surrender", "I Feel So Bad", " Good Luck Charm", "Anything That's Part of You" och "She's Not You spelades; claves då "His Latest Flame" och "Little Sister" spelades in; klarinett då "Good Luck Charm" och "Anything That's Part of You" spelades in; vibrafon då "She's Not You" spelades in.
- The Jordanaires (Gordon Stoker, Neal Matthews, Hoyt Hawkins och Ray Walker) – bakgrundssång under inspelningarna av alla låtar.
- Millie Kirkham – bakgrundssång under inspelningarna av alla låtar utom "His Latest Flame", "Little Sister", "Good Luck Charm", "Anything That's Part of You" och "She's Not You".
- Steve Sholes – producent för alla låtar.
- Chet Atkins – producent på "Stuck on You", "Fame and Fortune", "It's Now or Never", "I Gotta Know" och "Are You Lonesome Tonight?".
- Bill Porter – ljudtekniker på alla låtar.

## Certifikat

## Topplistor
|  |

|  |

|  |

|  |

| Lista (1963–1964)                | Högsta position |
| Norge VG-Lista (Topp 10)         | 1               |
| Storbritannien (UK Albums Chart) | 6               |
| USA Billboard Top LP's           | 3               |
| USA Cash Box Top 50 Albums       | 4               |

| Område     | Certifiering | Försäljning |
| USA (RIAA) | platina      | 1 000       |